# Welgelegen (Paramaribo)
Welgelegen è un comune (ressort) del Suriname di 23.709 abitanti che fa parte di Paramaribo.